# Ustilago
Genre
Ustilago est un genre de champignons basidiomycètes de la famille des Ustilaginaceae.
Ce genre comprend environ 200 espèces de champignons phytopathogènes qui provoquent la maladie du « charbon » chez de nombreuses espèces de plantes. Les espèces végétales affectées sont principalement des Poaceae (graminées).

## Synonymes
Selon MycoBank (3 octobre 2014) :
- Uredo subgen. Ustilago Pers. 1801,
- Hypodermium subgen. Ustilago Pers. 1816,
- Necrosis Paulet 1793,
- Farinaria Sowerby  1803,
- Pericoelium Bonord.  1851,
- Ustilagidium Herzberg  1895,
- Mycosarcoma Bref. 1912,
- Crozalsiella Maire 1917,
- Yenia Liou 1949.

## Liste d'espèces
Selon Catalogue of Life (3 octobre 2014) :
- Ustilago acroceratis
- Ustilago aegopogonis
- Ustilago aeluropodis
- Ustilago affinis
- Ustilago agrestis
- Ustilago agropyri
- Ustilago agrostidis-palustris
- Ustilago alcornii
- Ustilago aldabrensis
- Ustilago alismatis
- Ustilago alopecurivora
- Ustilago altilis
- Ustilago amphilophidis
- Ustilago andropogonis-tuberculati
- Ustilago apscheronica
- Ustilago arctagrostidis
- Ustilago aschersoniana
- Ustilago asprellae
- Ustilago athenae
- Ustilago austro-africana
- Ustilago avenae
- Ustilago bahuichivoensis
- Ustilago beckeropsidis
- Ustilago bethelii
- Ustilago bicolor
- Ustilago boissierae
- Ustilago bornmuelleri
- Ustilago boutelouae-humilis
- Ustilago bromi-mollis
- Ustilago buchloëformis
- Ustilago buchloës
- Ustilago bullata
- Ustilago bungeana
- Ustilago calamagrostidis
- Ustilago calcarea
- Ustilago caricis-wallichianae
- Ustilago carnea
- Ustilago catherinae
- Ustilago centrodomis
- Ustilago chloridicola
- Ustilago chloridis
- Ustilago circumdata
- Ustilago coelachyrae
- Ustilago coicis
- Ustilago compacta
- Ustilago constantineanui
- Ustilago convertere-sexualis
- Ustilago corcontica
- Ustilago crameri
- Ustilago crus-galli
- Ustilago ctenioides
- Ustilago curta
- Ustilago custanaica
- Ustilago cutandiae-memphiticae
- Ustilago cynodonticola
- Ustilago cynodontis
- Ustilago dactyloctenii
- Ustilago dactyloctenii-gigantei
- Ustilago dactylocteniophila
- Ustilago darjeelingensis
- Ustilago davisii
- Ustilago deccanii
- Ustilago deformis
- Ustilago delicata
- Ustilago deserticola
- Ustilago deyeuxiae
- Ustilago deyeuxiicola
- Ustilago drakensbergiana
- Ustilago dregeana
- Ustilago dregeanoides
- Ustilago ducellieri
- Ustilago duriusculae
- Ustilago echinata
- Ustilago echinochloae
- Ustilago egenula
- Ustilago elegans
- Ustilago elymicola
- Ustilago elytrigiae
- Ustilago enneapogonis
- Ustilago enteropogonis
- Ustilago eriochloae
- Ustilago esculenta
- Ustilago exigua
- Ustilago festucarum
- Ustilago filiformis
- Ustilago fingerhuthiae
- Ustilago gabonensis
- Ustilago glabra
- Ustilago grammica
- Ustilago grandis
- Ustilago griffithsii
- Ustilago grossheimii
- Ustilago gunnerae
- Ustilago haynaldiae
- Ustilago heleochloae
- Ustilago helictotrichi
- Ustilago herteri
- Ustilago heterogena
- Ustilago hilariicola
- Ustilago hitchcockiana
- Ustilago holwayana
- Ustilago hordei
- Ustilago hsuii
- Ustilago hyalinobipolaris
- Ustilago idonea
- Ustilago imperatae
- Ustilago inaltilis
- Ustilago induta
- Ustilago ixiolirii
- Ustilago ixophori
- Ustilago jardineae
- Ustilago kairamoi
- Ustilago kamerunensis
- Ustilago kyllingae
- Ustilago latzii
- Ustilago lepturi-xerophili
- Ustilago lepyrodiclidis
- Ustilago liroae
- Ustilago lolii
- Ustilago longiflora
- Ustilago lupini
- Ustilago lycuroides
- Ustilago magellanica
- Ustilago mauritiana
- Ustilago maydis
- Ustilago merxmuellerana
- Ustilago mesatlantica
- Ustilago mexicana
- Ustilago milii
- Ustilago milii-vernalis
- Ustilago minor
- Ustilago monermae
- Ustilago muhlenbergiae
- Ustilago mulfordiana
- Ustilago muricata
- Ustilago nagornyi
- Ustilago neurachnes
- Ustilago neyraudiae
- Ustilago nuda
- Ustilago operta
- Ustilago opiziicola
- Ustilago oplismeni
- Ustilago ornata
- Ustilago pamirica
- Ustilago panici-geminati
- Ustilago panici-proliferi
- Ustilago panici-virgati
- Ustilago pappophori
- Ustilago paradoxa
- Ustilago paraguariensis
- Ustilago parasnathii
- Ustilago paspali-dilatati
- Ustilago paspalidiicola
- Ustilago penniseti-purpurei
- Ustilago pentaschistidis
- Ustilago perirregularis
- Ustilago perrara
- Ustilago persicariae
- Ustilago peruviana
- Ustilago petrakii
- Ustilago phlei
- Ustilago phragmitis
- Ustilago phrygica
- Ustilago pimprina
- Ustilago piptatheri
- Ustilago planetella
- Ustilago poae-bulbosae
- Ustilago poae-nemoralis
- Ustilago polygoni-alpini
- Ustilago pospelovii
- Ustilago pueblaensis
- Ustilago punctata
- Ustilago quitensis
- Ustilago rabenhorstiana
- Ustilago raciborskiana
- Ustilago radulans
- Ustilago rechingeri
- Ustilago residua
- Ustilago rhynchelytri
- Ustilago rickeri
- Ustilago royleani
- Ustilago rwandensis
- Ustilago sabouriana
- Ustilago schlechteri
- Ustilago schmidtiae
- Ustilago schoenefeldiae
- Ustilago schroeteriana
- Ustilago sclerachnes
- Ustilago scrobiculata
- Ustilago scutulata
- Ustilago serpens
- Ustilago shiraiana
- Ustilago sieglingiae
- Ustilago sinkiangensis
- Ustilago sladenii
- Ustilago spadicea
- Ustilago sparsa
- Ustilago spegazzinii
- Ustilago sphaerogena
- Ustilago spinificis
- Ustilago sporoboli-indici
- Ustilago sporoboli-tremuli
- Ustilago striiformis
- Ustilago subminor
- Ustilago suddiana
- Ustilago syntherismae
- Ustilago tepperi
- Ustilago thaxteri
- Ustilago tillandsiae
- Ustilago togata
- Ustilago trachyniae
- Ustilago tragana
- Ustilago tragica
- Ustilago trebouxii
- Ustilago trichogena
- Ustilago trichoneurana
- Ustilago trichophora
- Ustilago tricuspidis
- Ustilago tridentis
- Ustilago triodiae
- Ustilago triplasidis
- Ustilago triraphidis
- Ustilago tritici
- Ustilago tuberculata
- Ustilago tucumanensis
- Ustilago turcomanica
- Ustilago ugamica
- Ustilago ulei
- Ustilago uniolae
- Ustilago utahensis
- Ustilago utriculosa
- Ustilago valentula
- Ustilago vastatoria
- Ustilago venezueliana
- Ustilago vetiveriae
- Ustilago vilfae
- Ustilago viviparifera
- Ustilago warneckeana
- Ustilago xerochloae
- Ustilago zambettakesii
- Ustilago zernae

Selon Index Fungorum (3 octobre 2014) :
- Ustilago abortifera Speg. 1898
- Ustilago acaenae Dietel & Neger 1898
- Ustilago acetosellae Maire 1912
- Ustilago acroceratis Vánky 2001
- Ustilago aegilopsidis Picb. 1932
- Ustilago aegopogonis Henn. 1898
- Ustilago aeluropodis (Trotter) Vánky 1985
- Ustilago affinis Ellis & Everh. 1893
- Ustilago agrestis Syd. & P. Syd. 1924
- Ustilago agropyri McAlpine 1896
- Ustilago agrostidis-palustris Davis ex Cif. 1931
- Ustilago airae-caesalpitasae Liro 1924
- Ustilago albida Bubák 1906
- Ustilago alcornii Vánky 2000
- Ustilago aldabrensis Piątek & Vánky 2007
- Ustilago alismatis L. Ling 1951
- Ustilago allii McAlpine 1895
- Ustilago alopecurivora (Ule) Liro 1924
- Ustilago altilis Syd. 1937
- Ustilago ambiens P. Karst.
- Ustilago americana Speg. 1898
- Ustilago amphilophidis Zundel 1944
- Ustilago andropogonis Kellerm. & Swingle 1889
- Ustilago andropogonis-contorti Henn.
- Ustilago andropogonis-saccharoidis Henn. 1901
- Ustilago andropogonis-tuberculati Bref. 1895
- Ustilago androsaces P. Karst. 1904
- Ustilago aneilemae S. Ito 1935
- Ustilago anhweiana Zundel 1943
- Ustilago anthoxanthi Liro 1939
- Ustilago anthraxonis Pat.
- Ustilago apiculata Ellis & Galloway 1890
- Ustilago apscheronica Uljan. 1950
- Ustilago arctagrostidis Roiv. 1953
- Ustilago arctagrostis Roiv. 1953
- Ustilago arenariae Ellis & Everh. 1895
- Ustilago aristidae Peck 1885
- Ustilago arrhenatheri Schellenb. 1915
- Ustilago arthurii H.H. Hume 1902
- Ustilago aschersoniana A.A. Fisch. Waldh. 1879
- Ustilago asparagi-pygmaei S. Ito & Muray. 1949
- Ustilago asprellae G. Cunn. 1930
- Ustilago athenae Maire 1917
- Ustilago australis Cooke 1879
- Ustilago austro-africana Vánky & C. Vánky 1999
- Ustilago avenae (Pers.) Rostr. 1890
- Ustilago bahuichivoensis Durán 1971
- Ustilago balansae Speg. 1884
- Ustilago baldingerae Vestergr.
- Ustilago beckeropsidis Zambett. 1980
- Ustilago belgiana Zundel 1944
- Ustilago bethelii Zundel 1933
- Ustilago bicolor (Hirschh.) Hirschh. 1986
- Ustilago boissierae Vánky 1997
- Ustilago bornmuelleri Magnus 1896
- Ustilago bouriquetii Maubl. & Roger 1934
- Ustilago boutelouae Kellerm. & Swingle 1889
- Ustilago boutelouae-humilis Bref. 1895
- Ustilago brachypodii-distachyi Maire 1919
- Ustilago brasiliensis Zundel 1931
- Ustilago brizae (Ule) Liro 1924
- Ustilago bromi-arvensis Liro 1924
- Ustilago bromi-erecti Cif. 1931
- Ustilago bromi-mollis Liro 1924
- Ustilago bromina Syd. & P. Syd. 1924
- Ustilago buchloëformis Vánky 2011
- Ustilago buchloës Ellis & Tracy 1890
- Ustilago bulgarica Bubák 1910
- Ustilago bullata Berk. 1855
- Ustilago bullata J. Schröt.
- Ustilago bungeana W.Y. Yen 1937
- Ustilago burmanica Syd., P. Syd. & E.J. Butler 1912
- Ustilago cacheutensis Speg. 1909
- Ustilago calamagrostidis (Fuckel) G.P. Clinton 1902
- Ustilago calcarea Griffiths 1904
- Ustilago cardui-acanthoidis Reess
- Ustilago caricis-wallichianae Thirum. & Pavgi 1953

Selon ITIS (3 octobre 2014) :
- Ustilago avenae (Pers.) Rostr.
- Ustilago maydis (DC.) Corda
- Ustilago nuda (C.N. Jensen) Kellerm. & Swingle
- Ustilago tritici C. Bauhin

## Liste des espèces et non-classés
Selon NCBI (3 octobre 2014) :
- Ustilago aeluropodis
- Ustilago affinis
- Ustilago alcornii
- Ustilago altilis
- Ustilago austro-africana
- Ustilago avenae
- Ustilago bouriqueti
- Ustilago bromivora
- Ustilago bullata
- Ustilago calamagrostidis
- Ustilago chloridis
- Ustilago coicis
- Ustilago comburens
- Ustilago crameri
- Ustilago curta
- Ustilago cynodontis
- Ustilago davisii
- Ustilago drakensbergiana
- Ustilago echinata
- Ustilago esculenta
  - non-classé Ustilago esculenta Longjiao2
- Ustilago filiformis
- Ustilago hordei
  - non-classé Ustilago hordei Uh4857-4
- Ustilago inaltilis
- Ustilago ixophori
- Ustilago kamerunensis
- Ustilago lituana
- Ustilago longissima
- Ustilago longissima var. macrospora
- Ustilago maydis
  - non-classé Ustilago maydis 521
  - non-classé Ustilago maydis FB1
- Ustilago neyraudiae
- Ustilago nuda
- Ustilago pamirica
- Ustilago panici-gracilis
- Ustilago phrygica
- Ustilago porosa
- Ustilago quitensis
- Ustilago schmidtiae
- Ustilago schroeteriana
- Ustilago shiraiana
- Ustilago sparsa
- Ustilago sparti
- Ustilago spermophora
- Ustilago sphaerogena
- Ustilago spinificis
- Ustilago sporoboli-indici
- Ustilago striiformis
- Ustilago syntherismae
- Ustilago tragana
- Ustilago trichophora
- Ustilago triodiae
- Ustilago tritici
- Ustilago turcomanica
- Ustilago vetiveriae
- Ustilago williamsii
- Ustilago xerochloae